# August Boldt
August Heinrich Boldt (* 17. Februar 1838 in Klein Sausgarten, Provinz Ostpreußen; † 23. Dezember 1899 in Elbing, Provinz Westpreußen) war ein deutscher Lehrer sowie Autor in deutscher und plattdeutscher Sprache.

## Leben und Wirken
Der Vater war Gutsbesitzer in Klein Sausgarten bei Preußisch Eylau. August Boldt besuchte die Präparandenanstalt in Lampasch, das Lehrerseminar in Preußisch Eylau von 1855 bis 1858 und anschließend  eine Privatschule in Elbing.
1858 wurde er Hilfslehrer, Organist und Gottesdienst-Lektor in Hermsdorf bei Heiligenbeil in Ostpreußen.
Seit 1860 war er Lehrer am Waisenhaus für Jungen in Elbing.
Seit 1862 unterrichtete August Boldt als Lehrer an der Höheren Töchterschule in Elbing.  1898 ging er in den Ruhestand. 1899 starb er.
Johanna Boldt (* 1860), später verheiratete Hasemann, war wahrscheinlich eine Tochter. Sie gründete den ersten Damenturnverein in Friedenau bei Berlin.

## Publizistisches Werk
August Boldt veröffentlichte zahlreiche Artikel in  Zeitungen und Zeitschriften, zuerst für die Königsberger Hartungsche Zeitung, die Bromberger Zeitung, das Tilsiter Wochenblatt und das  Memeler Dampfboot, dann auch gelegentlich für die Kölnische Zeitung, die Münchner Zeitung und die Norddeutsche Allgemeine Zeitung, sowie für die Altpreußische Zeitung und  die Altpreußische Monatsschrift. Darin schrieb er vor allem über regionale und regionalgeschichtliche Themen, aber auch über Naturbeobachtungen.
August Boldt veröffentlichte 1877 einige Erzählungen im niederdeutschen Dialekt der Gegend um Preußisch Eylau, die 1893 in zweiter und erweiterter Auflage erschienen. (Diese sind ein wichtiges Dokument dieser Mundart, die inzwischen ausgestorben ist.)
Sein Lexikon Elbinger Geistesleben im 19. Jahrhundert ist das wichtigste Nachschlagewerk über Persönlichkeiten des kulturellen und gesellschaftlichen Lebens der Stadt in dieser Zeit.
Schriften
- Ut'm Noatangsche. Volksthümliche Erzählungen in plattdeutscher Mundart, Königsberg 1877; 2. Auflage 1893[5][6]; Neuausgabe 2018 Digitalisat Digitalisat

- Aus dem Elbinger Geistesleben im 19. Jahrhundert, Elbing 1894 Digitalisat